# Afamelanotida
La afamelanotida, es vendida bajo la marca Scenesse, es un medicamento que se utiliza para prevenir el daño a la piel causado por el sol en la protoporfiria eritropoyética. Aumenta la cantidad de exposición a la luz antes de que aparezca el dolor. Este medicamento se utiliza como implante debajo de la piel.
Los efectos secundarios de este medicamento incluyen náuseas, tos, cansancio, somnolencia, aumento de la pigmentación de la piel e irritación de la piel. No debe utilizarse en personas con problemas renales o hepáticos. La seguridad de este medicamento durante el embarazo no está clara. Es un activador del receptor de melanocortina 1, que aumenta la cantidad de pigmento oscuro producido por la piel. 
Este medicamento  fue aprobada para uso médico en Europa en 2015 y en los Estados Unidos en 2019. A partir de 2022, actualmente no está disponible en el Reino Unido. En Estados Unidos cuesta 49.000 dólares estadounidenses por implante a partir de 2022.